# Henri Sollier
 (juin 2012).
Henri Alexandre Sollier, né le 7 décembre 1886 à Bagnolet et mort le 1er avril 1966 à Paris 20e, est un artiste peintre, graveur et dessinateur français.

## Biographie
Henri Sollier suit une formation artistique à l’Académie Julian en 1906 pour préparer l’examen d’entrée à l’École des beaux-arts de Paris, qu’il réussit en 1908. Il entre dans l’atelier du peintre François Flameng, puis dans celui de François Schommer après 1910. Après la Première Guerre mondiale commence pour Sollier une décennie fructueuse jalonnée de prix et de récompenses qui lui permettront d’entreprendre de lointains voyages. Au printemps 1919, il célèbre la Victoire des alliés en lui dédiant deux toiles : Pour Elle ! et Par Elle !, qu’il expose à la galerie Devambez, à Paris . 

### Voyage au Sénégal
En 1920, pour son premier envoi au Salon des artistes français il obtient une mention honorable que récompense le prix Leclercq-Maria Bouland, décerné par l’Académie des beaux-arts. L’année suivante, il gagne le prix de l’Afrique Occidentale française qui lui alloue une bourse de voyage avec laquelle Sollier part pour l’Afrique-Occidentale française, séjournant trois ans au Sénégal. De Dakar, il envoie au Pavillon de Marsan et au Salon des artistes français des portraits d’indigènes – femmes Ouolof et Bambara –, ainsi que des scènes de marché exotiques hautes en couleur. De ces lieux d’échanges très fréquentés, Sollier rapporte des portraits des peuples commerçants voisins, tel le Maure au chapelet, envoi au Salon de 1923. 

### Entre exotisme et régionalisme
De retour en France en 1924, Henri Sollier réserve ses toiles africaines à son public habitué du Salon des artistes français mais livre, pour le Salon d’Automne qui le découvre, deux tableaux aux décors familiers pour le public : Les Tilleuls et Le Porche de Chartres. Le peintre cultive cette double thématique, exotique et régionaliste, au moins jusqu’en 1935, continuant d'exposer régulièrement des toiles africanistes au Salon. L’une d’elles garde le souvenir de son activité d’illustrateur évoquée par le projet d’affiche qu'il conçoit pour l’Exposition agricole de Dakar et de Saint-Louis, en 1925. Dix ans plus tard, Sollier participe au premier Salon de la France d'Outre-mer (Paris, Grand-Palais), en même temps qu'à l'exposition collective organisée à Bruxelles par la Société coloniale des artistes français. 
En 1929, Henri Sollier découvre la Bretagne. Un premier séjour dans le Finistère, à Douarnenez, convertit le peintre africaniste à la terre bretonne qui devient, dès lors, l'objet principal de son inspiration. Sans doute, le peintre de l’A.O.F retrouve-t-il dans les paysages et le peuple breton attaché à ses coutumes, la part d’exotisme qui l’attire sur les marchés dakarois.[Interprétation personnelle ?]

### Ralliement à la peinture régionaliste
Henri Sollier ne se contente pas des motifs pittoresques que lui offrent les paysages bretons. Il s’attarde aussi sur ses habitants, dont il brosse des portraits réalistes. Avec Solitude, toile primée au Salon de 1930, Sollier proclame son ralliement à la peinture régionaliste de son temps. Ses portraits de bretonnes, sans concession, font écho au réalisme social des peintures de Jules Adler dont Sollier fréquenta l’Académie, parallèlement aux cours de l’École des beaux-arts.
En 1934, Henri Sollier marque à nouveau le jury du Salon en remportant une médaille d’or avec Les Aïeux. Le cadrage serré de la composition renforce le dialogue frontal avec les protagonistes qui entretiennent un air de famille avec celle de Jean-le-Boîteux, paysan de Plougasnou (Finistère), portraiturée par Jean-François Raffaëlli[Interprétation personnelle ?]. Les carnations cuivrées et la touche large rapproche également la manière du peintre de celle de son contemporain Lucien Simon. Héritiers du réalisme de Gustave Courbet, Lucien Simon et ses acolytes, ont contribué, au début du siècle, à diffuser et populariser les sujets bretons au sein des ateliers et des Salons parisiens.

### Sollier et la Bretagne
En 1933, Sollier se rend à Bénodet et à Sainte-Marine, où Lucien Simon continue à peindre du haut de son sémaphore  transformé en atelier depuis 1902. De même pour André Dauchez, dont les vues du Finistère sont proches des paysages contemporains d’Henri Sollier. Les deux artistes font preuve d’une approche voisine de la lumière, tantôt intense, tantôt tamisée, selon les variations du climat. Toutefois, Sollier se montre souvent plus nuancé que son aîné, obtenant de rares effets de teintes pastel qui singularisent ses paysages bretons des années 1930. 
De Sainte-Marine, Henri Sollier explore la Cornouaille, passant à Pont-l’Abbé, Loctudy, Lesconil, et Penmarch, où Lucien Simon peignit sa Procession. Dans ces ports de la côte bigoudène, il peint des pêcheurs remontant leurs casiers à langoustes ou réparant leurs filets. Plus au nord, Sollier fait escale, en 1935, à Camaret-sur-Mer, petit port de pêche situé à la pointe de la presqu’île de Crozon. Le lieu est prisé des peintres depuis qu’Eugène Boudin y séjourna à plusieurs reprises entre 1874 et 1880. Parmi eux, Charles Cottet et Georges Lacombe en ont laissé des représentations très contrastées du site. Loin de la vision symboliste de George Lacombe, les rochers peints à Camaret par Henri Sollier restent fidèles à lumière et à la topographie découpée des lieux et demeurent, en cela, plus proche des vues postimpressionnistes de Charles Cottet[Interprétation personnelle ?].

### Autres sujets, autres paysages
Si le Finistère est le département de prédilection d’Henri Sollier, le peintre s’attarde également dans le Morbihan et le long des Côtes-d'Armor. Il en ramène des paysages et des scènes de la vie quotidienne qu’il continue d’exposer régulièrement au Salon des artistes français. Le jury du Salon lui décerne une médaille d’or à l’Exposition Internationale de 1937 à Paris. Cette année-là, Sollier est promu membre du comité et du jury du Salon des artistes français.
Au cours de la décennie 1940, sans délaisser la Bretagne, Sollier s’ouvre à de nouveaux genres et à de nouveaux lieux. Il s’essaie par deux fois à la peinture mythologique avec un Hommage à Phidias présenté au Salon de 1944. Il récidive, l’année suivante, avec une Naissance d’Aphrodite. Il s'intéresse aux paysages de Seine-et-Marne ou de Bourgogne, faisant un détour par le village de Murols, en Auvergne, qui fut le motif de paysagistes comme Théodore Rousseau ou Victor Charreton. Dans les éditions suivantes du Salon, Sollier présente des paysages d’Italie et de la Côte d’Azur. Il peint jusqu’à sa dernière heure des paysages envoyés du Midi. Il meurt à Paris en 1966.    

## Collections publiques
- La rue descendante, 1928, musée de Montbrison[Lequel ?]

## Expositions
- « French Naturalist Painters 1890-1950 », du 12 juin au 7 juillet 2012, The Fleming Collection, Londres